# This Station Is Non-Operational
Albums de At the Drive-In
Relationship of Command
(2000) In•ter a•li•a
(2017)
This Station Is Non-Operational est une compilation du groupe américain de Post-hardcore At the Drive-In, publié le 24 mai 2005 par Fearless Records.

## Liste des chansons
Toutes les paroles sont écrites par Cedric Bixler-Zavala, Omar Rodríguez-López, Paul Hinojos et Tony Hajjar, sauf si indiqué.
| 1.    | Fahrenheit                       |                        | 2:27 |
| 2.    | Picket Fence Cartel              |                        | 2:29 |
| 3.    | Chanbara                         |                        | 2:57 |
| 4.    | Lopsided                         |                        | 4:41 |
| 5.    | Napoleon Solo                    |                        | 4:44 |
| 6.    | Pickpocket                       |                        | 2:35 |
| 7.    | Metronome Arthritis              |                        | 3:58 |
| 8.    | 198d                             |                        | 4:03 |
| 9.    | One Armed Scissor                |                        | 3:44 |
| 10.   | Enfilade                         |                        | 5:03 |
| 11.   | Non-Zero Possibility             |                        | 5:33 |
| 12.   | Incetardis                       |                        | 3:26 |
| 13.   | Doorman's Placebo                |                        | 5:32 |
| 14.   | Autorelocator                    |                        | 4:59 |
| 15.   | Rascuache                        |                        | 3:24 |
| 16.   | This Night Has Opened My Eyes    | Morrissey, Johnny Marr | 3:58 |
| 17.   | Initiation                       |                        | 3:33 |
| 18.   | Take Up Thy Stethoscope and Walk | Roger Waters           | 5:03 |
| 72:09 |                                  |                        |      |